# Acumulação de capital
Acumulação de capital é a ação de acumular objetos de valor para um grupo; o aumento da riqueza através da concentração desta; ou a criação de riqueza. Capital são os bens financeiros ou o dinheiro investido com o propósito de gerar mais dinheiro (seja na forma de lucro, renda, juros, royalties, ampliação do capital ou alguma outra forma de retorno). Essa atividade constitui a base do sistema econômico do capitalismo, no qual a atividade econômica é estruturada ao redor da acumulação de capital (investimento a fim de gerar um ganho financeiro).